# It's Dark and Hell Is Hot
Albums de DMX
Flesh of My Flesh, Blood of My Blood
(1998)
Singles
1. Get at Me Dog
Sortie : 10 février 1998
2. Stop Being Greedy
Sortie : 7 mars 1998
3. Ruff Ryders' Anthem
Sortie : 8 mai 1998
4. How's It Goin' Down
Sortie : 9 juin 1998

It's Dark and Hell Is Hot est le premier album studio de DMX, sorti le 19 mai 1998.
L'album s'est classé 1er au Billboard 200 et au Top R&B/Hip-Hop Albums.
Pour cet opus, DMX a collaboré avec les producteurs Irv Gotti, PK, Dame Grease et Swizz Beatz, chacun y apportant son propre style. La plupart des chansons proposent des beats sombres et des paroles violentes, mais certaines comme Ruff Ryders' Anthem ou How's It Goin' Down sont plus légères.Damien est une histoire avec des personnages mettant en évidence la relation entre DMX et un personnage nommé Damien, avec qui le rappeur fait un marché qui implique des actes de violence en échange de la fortune et la gloire ainsi que les femmes, pour résumer le rappeur vend son âme au diable à la suite de sa vie « dans le brouillard » comme écrit dans le refrain. Mais l'album comprend également des titres plus introspectifs comme Let Me Fly ou For My Dogs.

## Liste des titres
| No  | Titre                                                      | Contient un (des) sample(s) de                                                                               | Durée |
| --- | ---------------------------------------------------------- | --- | ----- |
| 1.  | Intro                                                      | Beyond Forever de Mtume                                                                                      | 4:09  |
| 2.  | Ruff Ryders' Anthem                                        | | 3:34  |
| 3.  | Fuckin' wit' D                                             | Shifting Gears de Johnny « Hammond » Smith                                                                   | 2:18  |
| 4.  | The Storm                                                  | | 1:00  |
| 5.  | Look Thru My Eyes                                          | | 3:50  |
| 6.  | Get at Me Dog (featuring Sheek Louch)                      | Everything Good to You (Ain't Always Good for You) de B.T. Express Viper Commercial des Directed Electronics | 4:03  |
| 7.  | Let Me Fly                                                 | Lo Dudo de José José                                                                                         | 4:12  |
| 8.  | X-Is Coming                                                | Hell Sent de B.O.N.E. Enterpri$e                                                                             | 4:18  |
| 9.  | Damien                                                     | | 3:42  |
| 10. | How's It Goin' Down (featuring Faith Evans)                | | 4:42  |
| 11. | Mickey (Skit)                                              | | 2:25  |
| 12. | Crime Story                                                | Easin' In d'Edwin Starr Streets Is Watching de Jay-Z                                                         | 3:47  |
| 13. | Stop Being Greedy                                          | My Hero Is a Gun de Michael Masser                                                                           | 3:37  |
| 14. | ATF                                                        | | 1:56  |
| 15. | For My Dogs (featuring Drag-On, Big Stan, Loose et Kasino) | | 4:11  |
| 16. | I Can Feel It                                              | In the Air Tonight de Phil Collins                                                                           | 4:13  |
| 17. | Prayer (Skit)                                              | | 2:31  |
| 18. | The Convo                                                  | Nights on Broadway (Original Version) des Bee Gees Somebody's Knockin' de Terri Gibbs                        | 3:33  |
| 19. | Niggaz Done Started Something (featuring The Lox et Ma$e)  | Mercy Mercy Me (The Ecology) de Marvin Gaye Smokin Cheeba-Cheeba du Harlem Underground Band                  | 5:09  |